# 맨해튼 음악학교

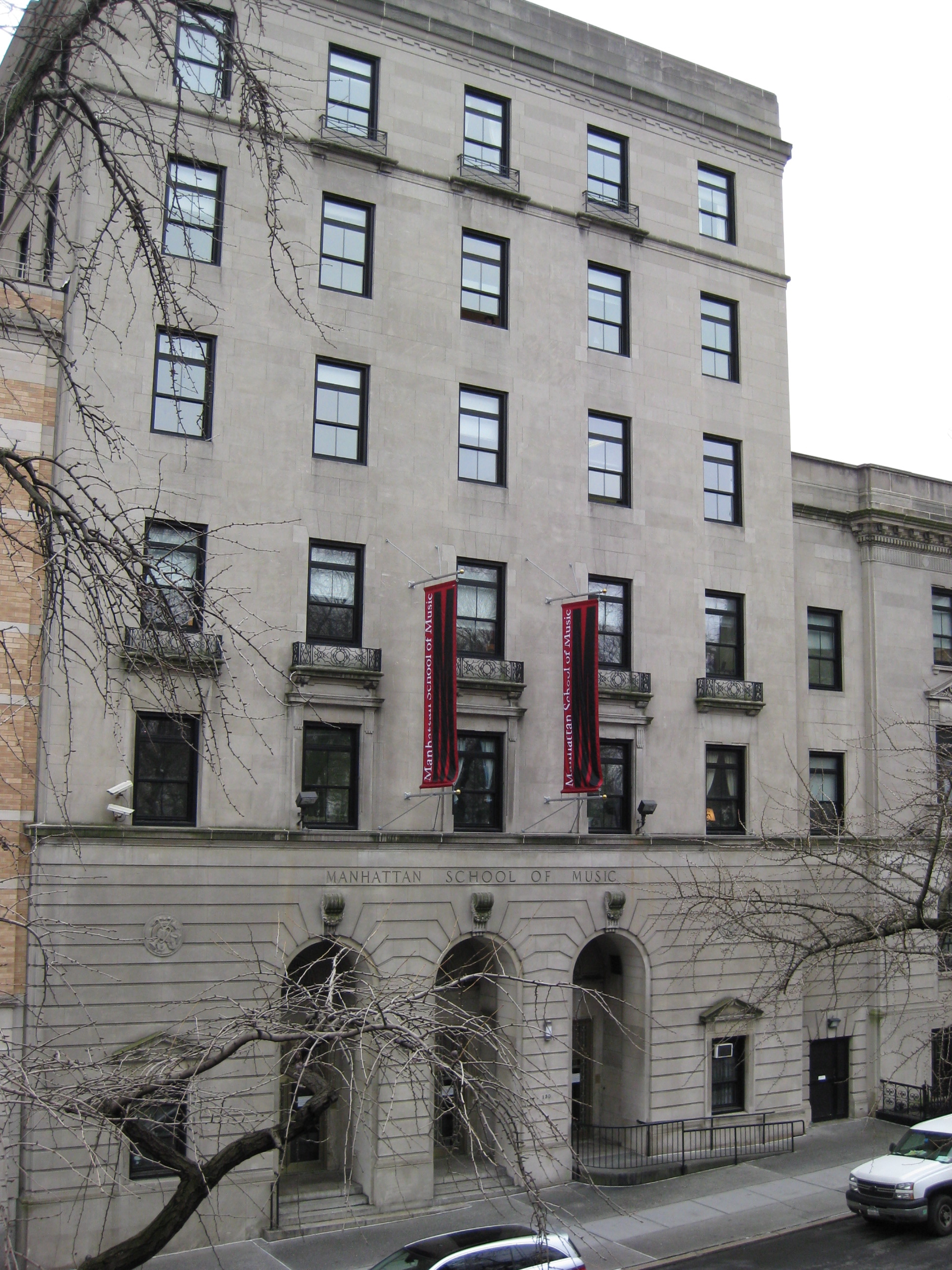
맨해튼 음악 학교

맨해튼 음악 학교(Manhattan School of Music, MSM)는 세계적인 음악 대학으로 미국 뉴욕의 서북부에 위치한다. 맨해튼 음대는 클래식과 재즈 연주와 작곡에 관한 학사, 석사, 연주자 과정과 박사 학위도 제공한다. 275명의 교원과 40여개국에서 온 학생들로 구성된 대학은 해마다 500명을 교육하는 예비학교가 있다.
1917년에 설립되어 뉴욕주의 인근인 모닝사이드하이츠의 클래어몬트 애비뉴에 위치한다. 그곳은 브로드웨이와 W. 122번 거리와 가깝다. 콜럼비아 대학교의 캠퍼스도 근처이 있으며 그곳에서 1895년부터 있었다. 콜럼비아 대학교의 합병제안을 거절하였다. 음대의 많은 학생들이 학교기숙사인 앤더슨 홀에 살며 현재에는 학생의 75%가 뉴욕외주에서 온다. 그리고 47%가 미국외의 나라에서 온다. 해마다 경쟁률이 높아지고 세계적으로 지원자가 늘어 입학 및 졸업이 매우 까다로운 편이다.

## 역사
맨해튼 음악 학교는 1917년부터 1918년 사이 피아니스트이자 자선가인 자넷 D. 쉔크에 의해 설립되었다. 처음에는 "Neighborhood Music School"로 알려졌다. 이 학교는 맨해튼의 이스트 할렘 지역인 이스트 104번가에 위치한 Union Settlement Association 에 설립되었으며, 나중에 이스트 105번가의 브라운스톤 건물로 이전했다. 첼리스트 파블로 카잘스 (Pablo Casals)와 피아니스트 해롤드 바우어(Harold Bauer) 등이 초기 이 학교의 기초를 제공한 저명한 예술가들이다.
1943년, 학교의 예술적 및 학술적 성장으로 인해 학사 학위 부여를 위한 헌장 개정이 이루어졌다. 1947년에 석사 학위를 제공하기로 결정된 후 두 번째 개정안이 통과되었으며, 1974년에는 음악 예술 박사 학위도 부여되었다. 1956년, 쉔크 박사는 은퇴하고 대표이사로 존 브라운리가 임명되었으며, 나중에 이는 총장으로 개칭되었다. 브라운리 총장은 학교를 모닝사이드 하이츠 지역으로 이전하는 아이디어를 제시했으며, 그의 노력이 실현되기 직전에 그는 별세했다. 1969년, 메트로폴리탄 오페라의 지휘자, 반주자 및 오페라 코치인 조지 쉭이 브라운리 총장을 계승하여 학교를 현재의 위치로 이전시켰다. 그는 오페라 프로그램을 만들었으며, 다른 모든 주요 학교 기능은 시니어 디렉터 스탠리 베드나가 관리했다.
1976년에는 산타페 오페라의 창립자이자 총감독인 존 O. 크로스비가 총장으로 임명되었다. 그를 이은 사람은 1986년에 임명된 기디온 W. 월드롭이며, 1989년에는 피터 C. 사이먼이 임명되었다. 1992년 7월 1일에는 마르타 카살스 이스토민이 총장으로 임명되었으며, 그녀는 2005년 10월 은퇴할 때까지 이 포지션을 보유했다.
존스 합킨스 대학교 피바디 음악 연구소의 전 소장인 로버트 시로타 박사가 2005년에 총장으로 임명되었으며 이를 이어 2013년 5월부터는 루즈벨트 대학의 제임스 간드르가 총장으로 임명되었다.

## 공연장
맨해튼 음악 학교에는 별도의 앙상블 요구 사항에 따른 각각 전용 공연장이 있다. 가장 큰 공연장은 Neidorff-Karpati Hall로, 모든 오케스트라 및 대형 재즈 앙상블 콘서트가 열린다. 이 홀의 주요 개보수는 2018년 11월에 완료되었다.

## 주요 사람들

### 교수진 및 행정
- Harold Bauer
- Raymond Beegle
- Gabriela Beňačková
- John Carisi
- Paul Cohen
- Judith Clurman
- Richard Danielpour
- Mignon Dunn
- Andrew Gerle
- Midori Gotō
- Randy Graff
- Horacio Gutiérrez
- Thomas Hampson
- Stefon Harris
- Ingrid Jensen
- Yehuda Hyman
- Olga Kern
- David Krakauer
- Dave Liebman
- Joe Locke
- David Loud
- Spiro Malas
- Catherine Malfitano
- James Morris
- Philippe Muller
- Ashley Putnam
- Bob Mintzer
- Vincent Herring
- Jaleel Shaw
- Dayna Stephens
- Jason Moran
- Jonel Perlea
- Neil Rosenshein
- Tazewell Thompson
- Pinchas Zukerman
- Jim McNeely
- Mary Watson Weaver

### 출신 인물
- Annette A. Aguilar
- Ambrose Akinmusire
- Franck Amsallem
- Aris Antoniades
- Robert Ashley
- Angelo Badalamenti
- Jared Bernstein
- Judith Bettina
- Angela Bofill
- Luis Bonilla
- Liam Bonner
- Linda Bouchard
- Sara Davis Buechner
- Donald Byrd
- John-Michael Caprio
- Andrea Carroll
- Ron Carter
- Marko Ciciliani
- Paul Cohen
- Harry Connick Jr.
- Anton Coppola
- John Corigliano
- Anthony Roth Costanzo
- Jon Cowherd
- Joshua Coyne
- Kim Crosby
- Jovianney Emmanuel Cruz
- Sebastian Currier
- Marlon Daniel
- Mark Delpriora
- Alondra de la Parra
- Josu de Solaun Soto
- Salvatore Di Vittorio
- Edward Downes
- Steven Feifke
- Ezio Flagello
- Nicolas Flagello
- Sullivan Fortner
- Steve Gadd
- Kirill Gerstein
- Elliot Goldenthal
- Susan Graham
- Dave Grusin
- Page Hamilton
- Herbie Hancock
- Edward W. Hardy
- Stefon Harris
- Megan Marie Hart
- Miho Hazama
- Ian Hendrickson-Smith
- Shuler Hensley
- Sara Hershkowitz
- Margaret Hillis
- Larry Hochman
- Daniel Hoffman (violinist)
- Jennifer Holloway
- Rupert Holmes
- Lisa Hopkins
- Paul Horn
- Helen Huang
- Lauren Jelencovich
- Aaron M. Johnson
- Scott Joiner
- Hyung-ki Joo
- Margaret Juntwait
- Marina Kamen
- Aaron Jay Kernis
- Dawn Kotoski
- Dominic Lalli
- Ben Lanzarone
- Yusef Lateef
- John Lewis
- Catherine Malfitano
- Ursula Mamlok
- Herbie Mann
- Kit McClure
- Bob McGrath
- Nellie McKay
- Johanna Meier
- Jane Monheit
- Brian Michael Moore
- Rob Moose
- Carmen Moral
- Jason Moran
- Walter Murphy
- Max Neuhaus
- Elmar Oliveira
- Simon O'Neill
- Marcus Paus
- William Pell
- Leo Pellegrino
- Meghan Picerno
- Tobias Picker
- Kariné Poghosyan
- Chris Potter
- Charlie Puth
- John Bernard Riley
- Max Roach
- Larry Rosen
- Don Sebesky
- Lynn Strongin
- Richard Tee
- Jonathan Tetelman
- Natalie Toro
- Joseph Trapanese
- Sarah Traubel
- Art Tripp
- Gordon Turk
- Marilyn Tyler
- Dawn Upshaw
- David Van Tieghem
- Dirk Weiler
- Joe Wilder
- Bernie Williams
- Carol Williams
- Richard Williams
- Phil Woods
- Yung Wook Yoo
- Rolande Maxwell Young
- Dolora Zajick
- Miguel Zenón
- Motswedi Modiba
- Shahab Paranj